# Frankclay
Frankclay – jednostka osadnicza w Stanach Zjednoczonych, w stanie Missouri, w hrabstwie St. Francois.